# Dag Bjørndalen
Dag Bjørndalen (ur. 2 kwietnia 1970 w Drammen) – norweski biathlonista, srebrny medalista olimpijski i trzykrotny medalista mistrzostw świata. Jego młodszym bratem jest Ole Einar Bjørndalen.

## Kariera
Pierwszy sukces w karierze osiągnął w 1988 roku, kiedy podczas mistrzostw świata juniorów w Chamonix zdobył srebrny medal w sztafecie. Na rozgrywanych dwa lata później mistrzostwach świata juniorów w Sodankylä zdobył brązowy medal w biegu drużynowym.
W zawodach Pucharu Świata zadebiutował 8 stycznia 1989 roku w Ruhpolding, zajmując 46. miejsce w sprincie. Pierwsze punkty wywalczył 17 marca 1990 roku w Kontiolahti, gdzie w tej samej konkurencji zajął 22. miejsce. Na podium zawodów tego cyklu jedyny raz stanął 6 grudnia 1997 roku w Lillehammer, kończąc rywalizację w sprincie na drugiej pozycji. W zawodach tych rozdzielił Niemca Franka Lucka i Francuza Raphaëla Poirée. Najlepsze wyniki osiągnął w sezonie 1997/1998, kiedy zajął dwunaste miejsce w klasyfikacji generalnej.
Podczas mistrzostw świata w Anterselvie w 1995 roku wspólnie z Frode Andresenem, Halvardem Hanevoldem i Jonem Åge Tyldumem zdobył złoty medal w biegu drużynowym. Był to pierwszy w historii złoty medal w tej konkurencji dla Norwegii. Następnie razem z Egilem Gjellandem, Jonem Åge Tyldumem i Ole Einarem Bjørndalenem zajął drugie miejsce w sztafecie na mistrzostwach świata w Osrblie w 1997 roku. Ostatni medal w zawodach tego cyklu wywalczył w 1999 roku, kiedy na mistrzostwach świata w Kontiolahti/Oslo Norwegowie w składzie: Halvard Hanevold, Dag Bjørndalen, Frode Andresen i Ole Einar Bjørndalen zajęli trzecie miejsce w sztafecie. Indywidualnie najlepszy wynik osiągnął podczas MŚ 1999, gdzie był jedenasty w biegu masowym.
W międzyczasie wystartował na igrzyskach olimpijskich w Nagano w 1998 roku, razem z Halvardem Hanevoldem, Ole Einarem Bjørndalenem i Egilem Gjellandem zdobył srebrny medal w sztafecie. Zajął tam także dziesiąte miejsce w biegu indywidualnym. Były to jego jedyne starty olimpijskie.

## Osiągnięcia

### Igrzyska olimpijskie
| Rok  | Miejscowość | Konkurencje | Konkurencje | Konkurencje | Konkurencje | Konkurencje | Konkurencje | Konkurencje |
| Rok  | Miejscowość | IN          | SP          | PU          | MS          | RL          | MR          | SR          |
| ---- | ----------- | ----------- | ----------- | ----------- | ----------- | ----------- | ----------- | ----------- |
| 1998 | Nagano      | 10.         | –           | nd.         | nd.         | 2.          | nd.         | –           |

### Mistrzostwa świata
| Rok  | Miejscowość      | Konkurencje | Konkurencje | Konkurencje | Konkurencje | Konkurencje | Konkurencje | Konkurencje |
| Rok  | Miejscowość      | IN          | SP          | PU          | MS          | RL          | MR          | SR          |
| ---- | ---------------- | ----------- | ----------- | ----------- | ----------- | ----------- | ----------- | ----------- |
| 1995 | Anterselva       | –           | –           | nd.         | nd.         | –           | nd.         | –           |
| 1996 | Ruhpolding       | –           | 41.         | nd.         | nd.         | 4.          | nd.         | –           |
| 1997 | Osrblie          | 12.         | 28.         | 30.         | nd.         | 2.          | nd.         | –           |
| 1999 | Kontiolahti/Oslo | 29.         | 22.         | 14.         | 11.         | 3.          | nd.         | –           |
| 2000 | Oslo/Lahti       | 27.         | –           | –           | –           | –           | nd.         | –           |
| 2001 | Pokljuka         | 25.         | –           | –           | –           | –           | nd.         | –           |

### Puchar Świata

#### Miejsca w klasyfikacji generalnej
| Sezon     | Miejsce |
| --------- | ------- |
| 1988/1989 | -       |
| 1989/1990 | 68.     |
| 1991/1992 | -       |
| 1992/1993 | 62.     |
| 1994/1995 | -       |
| 1995/1996 | 31.     |
| 1996/1997 | 33.     |
| 1997/1998 | 12.     |
| 1998/1999 | 22.     |
| 1999/2000 | 31.     |
| 2000/2001 | 28.     |
| 2001/2002 | 68.     |
| 2002/2003 | 59.     |
| 2003/2004 | 77.     |

#### Miejsca na podium w zawodach chronologicznie
| Lp. | Dzień     | Rok  | Miejscowość | Konkurencja     | Lokata | Pudła | Czas biegu | Strata | Zwycięzca  |
| --- | --------- | ---- | ----------- | --------------- | ------ | ----- | ---------- | ------ | ---------- |
| 1.  | 6 grudnia | 1997 | Lillehammer | Sprint na 10 km | 2.     | 0+0   | 25:22,1    | +14,3  | Frank Luck |